# باند پرواز واگنینگن
 باند پرواز واگنینگن  (به انگلیسی: Wageningen Airstrip) یک فرودگاه همگانی با کد یاتا AGI است . این فرودگاه در کشور سورینام قرار دارد .